# 胡亢
胡亢（？—313年），中國西晉末期至五胡十六國前期人物，本係晉新野王司馬歆帳下的牙門將，西晉永嘉六年（312年）在竟陵（在今中國湖北省內）聚眾起兵，自稱「楚公」，劫掠荊州一帶，並命前司馬歆屬下的南蠻司馬杜曾為竟陵太守。
胡亢個性猜忌，連殺手下驍將數人。次年（313年），杜曾怕大禍臨頭，暗中引變民王沖的軍隊攻擊胡亢。胡亢把全軍精銳派出城抵擋，城中空虛，遂被杜曾乘機所殺，部眾也被併吞。